# Флаг Ялуторовска
Флаг муниципального образования город Ялу́торовск Тюменской области Российской Федерации.
Флаг утверждён 30 октября 2003 года и внесён в Государственный геральдический регистр Российской Федерации с присвоением регистрационного номера 5923.
Флаг является официальным символом муниципального образования город Ялуторовск.

## Описание
Флаг города Ялуторовска представляет собой прямоугольное полотнище синего цвета, высота и ширина которого соотносятся как 2:3, в центре которого изображено серебряное мельничное колесо с лопастями — гербовая эмблема города Ялуторовска. Высота эмблемы колеса составляет 1/2 высоты полотнища. Оборотная сторона флага является зеркальным отображением его лицевой стороны. Эмблема колеса (если она изображается не серебром) должна быть окрашена в цвет, максимально приближенный к серебряному, но не переходить в серый или белый цвет.

## Обоснование символики
Серебряное мельничное колесо — знак того, что в округе, на момент утверждения исторического герба города Ялуторовска Высочайшим указом императрицы Екатерины II в 1782 году, находилось большое число мучных мельниц.